# Championnat des Pays-Bas féminin de basket-ball
Le Championnat des Pays-Bas de basket-ball féminin est une compétition de basket-ball féminin aux Pays-Bas.

## Principe
CBV Binnenland remporte le titre national 2014 par quatre victoires à une en finale face aux Loon Lions.

## Palmarès
- 1950 : Westerkwartier
- 1951 : Blue Stars Diemen
- 1952 : Blue Stars Diemen
- 1953 : Blue Stars Diemen
- 1954 : Blue Stars Diemen
- 1955 : Blue Stars Diemen
- 1956 : Blue Stars Diemen
- 1957 : Blue Stars Diemen
- 1958 : Blue Stars Diemen
- 1959 : Blue Stars Diemen
- 1960 : Landlust Amsterdam
- 1961 : AMVJ Amsterdam
- 1962 : Blue Stars Diemen
- 1963 : Blue Stars Diemen
- 1964 : Blue Stars Diemen
- 1965 : AMVJ Amsterdam
- 1966 : Blue Stars Diemen
- 1967 : AMVJ Amsterdam
- 1968 : AMVJ Amsterdam
- 1969 : Blue Stars Diemen
- 1970 : AMVJ Amsterdam
- 1971 : Blue Stars Diemen
- 1972 : Blue Stars Diemen
- 1973 : Blue Stars Diemen
- 1974 : Blue Stars Diemen
- 1975 : Blue Stars Diemen
- 1976 : Blue Stars Diemen
- 1977 : Disco Dancers Rotterdam-Zuid
- 1978 : Radio Musette Rotterdam-Zuid
- 1979 : BOB Oud-Beijerland
- 1980 : Delta Lloyd Amsterdam
- 1981 : Delta Lloyd Amsterdam
- 1982 : BV Amstelveen
- 1983 : BV Amstelveen
- 1984 : BV Amstelveen
- 1985 : BV Le Helder
- 1986 : Landlust Amsterdam
- 1987 : BV Hoofddorp
- 1988 : BV Le Helder
- 1989 : BV Le Helder
- 1990 : BV Le Helder
- 1991 : BV Le Helder
- 1992 : BV Voorburg
- 1993 : Tonego Haaksbergen
- 1994 : Tonego Haaksbergen
- 1995 : Tonego Haaksbergen
- 1996 : BV Le Helder
- 1997 : Basketballclub Lieshout
- 1998 : BV Le Helder
- 1999 : BV Le Helder
- 2000 : BV Le Helder
- 2001 : Landsmeer Lions
- 2002 : Jolly Jumpers Tubbergen (en)
- 2003 : BV Amsterdam
- 2004 : BV Le Helder
- 2005 : BV Le Helder
- 2006 : BV Le Helder
- 2007 : Landsmeer Lions
- 2008 : BV Le Helder
- 2009 : BV Le Helder
- 2010 : Landsmeer Lions
- 2011 : BV Leiderdorp
- 2012 : Landsmeer Lions
- 2013 : Landsmeer Lions
- 2014 : CBV Binnenland (nl)
- 2015 : Batouwe Bemmel (nl)
- 2016 : Landsmeer Lions
- 2017 : Batouwe Bemmel (nl)
- 2018 : Grasshoppers Katwijk (nl)
- 2019 : Grasshoppers Katwijk
- 2020 : Compétition annulée
- 2021: BV Le Helder
- 2022: Le Helder Suns
- 2023: Grasshoppers Katwijk (nl)
- 2024: Grasshoppers Katwijk